# Mireia (Frederic Mistral)
Mireia és una adaptació escènica en quatre actes del poema de Frederic Mistral per Ambrosi Carrion estrenada en el teatre Novedades de Barcelona, el dia 20 de setembre de 1917, dirigida per Enric Borràs, amb il·lustracions musicals d'Eusebi Bosch Humet i decorats de Salvador Alarma i Maurici Vilumara.

## Repartiment de l'estrena
El repartiment de l'estrena de l'obra va ser:
- Mireia. Maria Vila
- Ramon, el pare: August Barbosa
- Joana-Maria, la mare: Montserrat Faura
- Comare: Carme Rovira
- Vicenç: Pius Daví
- Mestre Ambròs, el pare: Enric Borràs
- La bruixa Taven: Antònia Baró
- Senyoreta Laura: Maria Fortuny
- Clemença: Esperança Ortiz
- Nora: Srta. Simón
- El cap de Colla: Vicent Daroqui
- Veran: Enric Lluelles
- Currias: Alexandre Nolla
- Andreuet: la nena Boronat
- Les tres Santes: Rovira, Ortiz, Fortuny